# Instituto Camões
L'Instituto Camões és una institució creada per la promoció de la llengua portuguesa així com de la difusió de la seva cultura arreu del món.

## Història
l'Instituto Camões fou creat el 1992 com a successor del Instituto do Cultura e Língua Portuguesa sota la supervisió del Ministeri d'Afers Estrangers de Portugal, i actualment té una autonomia tant administrativa com patrimonial. Avui dia l'Institut està present en més de 30 països, creant en ells tant Centros de Língua Portuguesa com Centros culturais portugueses, en els primers dels quals s'ensenya l'idioma i en els segons la cultura i tradicions de Portugal. El Centro de Língua Portuguesa que actua a Catalunya és el CLP Barcelona, situat al parc de recerca de la Universitat Autònoma de Barcelona.
Aquesta institució és equivalent a l'Institut Ramon Llull català, al Institutul Cultural Român romanès, a l'Institut Cervantes espanyol, a la Società Dante Alighieri italiana, l'Alliance Française francesa, el British Council britànic o el Goethe-Institut alemany. Tots ells treballen per divulgar les seves respectives cultures arreu del món, afavorint així el coneixement d'algunes de les principals llengües europees.
L'any 2005 l'Institut Cervantes, l'Instituto Camões, l'Alliance Française, el British Council, el Goethe-Institut i la Società Dante Alighieri varen ser reconeguts internacionalment per la seva tasca essent guardonats amb el Premi Príncep d'Astúries de Comunicació i Humanitats d'aquell l'any.